# هوتوسا
هوتوسا یا هوتَئوسا یا هوتس به زبان پهلوی هوتوس زن کی گشتاسپ از خاندان نوذران است. از یشت ۹ بند ۲۶ چنین بر می‌آید که ابتدا همسر کی گشتاسپ، هوتوسا به دین او گرویده و احتمالاً به توصیهٔ او شاه نیز پیرو زرتشت شده‌است. در شاهنامه زن کی گشتاسپ موسوم است به کتایون. هوتس غیر از کتایون است. و کتایون دختر قیصر روم بوده که کی گشتاسپ در اوقاتی که از پدرش لهراسب رنجیده خاطر در ممالک روم متواری بود او را شیفتهٔ حس جمالش کرده و به زنی گرفته‌ است.
در فارسی باستان به نام آتوسا برمی‌خوریم که دختر کوروش بزرگ و همسر داریوش بزرگ بود همچنین همسر کی گشتاسپ نیز نامش هوتَئوسا بود. نام آتوسا بدون تردید همان هوتَه ئسا است هرتل در این نام دلیلی می‌بیند بر اینکه هر دو کی گشتاسپ کیانی و گشتاسپ هخامنشی یکی هستند. بنابر نظر او آمدن نام هوتئوسا در یشت‌ها معنایش این نیست که او زن گشتاسپ، پدر داریوش بوده‌است بلکه تنها به این معنا است که هوتئاسا با پیوند زناشویی با فرزند گشتاسپ یعنی داریوش به عنوان یک عضو در خانوادهٔ او راه یافت. اثری از یک دلیل یا یک احتمال برای این تعبیر وجود ندارد. تا جائیکه هرتسفلد هم که در دیگر موضوع‌ها از هرتل پیروی می‌کند، این نظریه را درست نمی‌داند. پیش از این نیز با یکی بودن نام آتوسا و هوتئوسا در جهت دیگری سعی شده‌است که به عنوان دلیل از آن بهره‌گیری کنند و بگویند هخامنشیان زرتشتی بودند ولی هوتئوسا نام یک زن ایرانی بسیار ساده و معمولی است و ساده‌ترین معنی‌ای که می‌تواند داشته باشد کسی که اندام‌های پر دارد است.